# Vardanes II

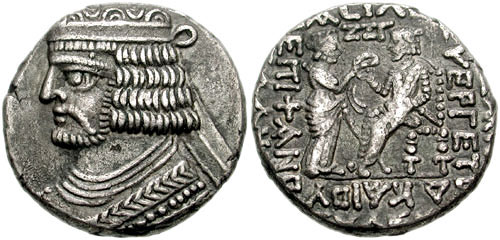
Munt van Vardanes II uit 55 na Chr., geslagen in Seleucia.

Vardanes II was een tegenkoning van de Parthen van 55 tot 58.
Vardanes was een zoon van Vologases I, op dat moment de Parthische koning. Op het moment dat de Romeinen Armenië binnenvielen, dat door Vologases als vazalstaat opgeëist was, zag Vardanes zijn kans schoon en pleegde hij een staatsgreep. Vologases zag zich daardoor gedwongen de voorgenomen veldtocht tegen de Romeinen af te blazen.
Uit de munten van Vardanes, waarvan de vroegste in juni 55 gedateerd wordt, blijkt dat hij regeerde vanuit Ecbatana. Op zijn eerste munten liet hij zich afbeelden als koning, met Tyche die hem bijstaat, getuigend van zijn vertrouwen in de goede afloop. Na 58 zijn echter geen munten van zijn hand meer verschenen, waaruit blijkt dat Vologases toen met succes de staatsgreep had neergeslagen.

## Antieke bronnen
- Tacitus, Annales, XIII, 7.